# Charlotte Raven
Pour les articles homonymes, voir Raven.
Charlotte Raven (4 septembre 1969 - 21 janvier 2025) est une écrivaine et journaliste britannique.

## Jeunesse et carrière
Née à Streatham, dans le sud de Londres en septembre 1969,, Charlotte Raven étudie l'anglais à l'Université de Manchester. Militante du Labour Club à la fin des années 1980 et au début des années 1990, elle participe à une campagne visant à évincer Derek Draper (en), alors responsable des communications du syndicat étudiant, bien qu'elle ait ensuite eu une relation de quatre ans avec lui. Elle est responsable des femmes du syndicat des étudiants de l'Université de Manchester, de 1990 à 1991 et préside une élection au cours de laquelle le futur député travailliste Liam Byrne n'a pas réussi à être élu responsable du bien-être du syndicat. Elle étudie ensuite à l'Université du Sussex.
Elle contribue à la Modern Review et est la rédactrice en chef de la version relancée en 1997. C'est là qu'elle rencontre Julie Burchill (en), avec qui elle a une liaison en 1995,, les deux sont photographiées à la National Portrait Gallery. Ses chroniques paraissaient fréquemment dans The Guardian et New Statesman.
En 2001, Raven est accusée de racisme régional après avoir lancé une attaque contre Denise Fergus, la mère de James Bulger, victime du meurtre de son enfant, et contre les habitants de Liverpool en général, dans un article du Guardian sur l'affaire James Bulger,. L’article suscite un grand nombre de plaintes. En réponse, le rédacteur en chef du Guardian, Ian Mayes, conclut que l'article n'aurait pas dû être publié.
En avril 2013, le magazine féministe Spare Rib se relance avec Raven comme rédactrice en chef. Elle est reconnue comme l'une des 100 femmes de 2013 par la BBC.

## Vie privée
Raven et son mari, le cinéaste Tom Sheahan, ont deux enfants,. Ils divorcent en 2016.
En janvier 2010, elle révèle qu'un diagnostic de la Maladie de Huntington, une maladie héréditaire incurable a été effectué janvier 2006 et qu'elle a envisagé le suicide, une option qu'elle a rejetée après avoir visité une clinique dans une région du Venezuela où l'incidence de la maladie de Huntington est très élevée. En 2019, elle devient la patiente 1 de l'essai Roche Gen-Peak d'un médicament réduisant la protéine Huntingtine, le tominersen. En 2021, elle publie un mémoire, Patient 1, avec son médecin Edward Wild sur l'expérience de l'acceptation du diagnostic, de l'essai du médicament et de la vie avec la maladie telle qu'elle affectait son esprit et son corps. Raven est présélectionnée pour le prix Christopher Bland 2022 de la Royal Society of Literature pour le livre.
Raven est décédée de la maladie de Huntington le 22 janvier 2025, à l'âge de 55 ans,,.